# Taenaris eleusina
Taenaris eleusina är en fjärilsart som beskrevs av Hans Fruhstorfer 1904. Taenaris eleusina ingår i släktet Taenaris och familjen praktfjärilar. Inga underarter finns listade i Catalogue of Life.